# Balkanmes
Balkanmes (Poecile lugubris) är en fågel i familjen mesar inom ordningen tättingar. Den förekommer i sydöstra Europa och sydvästra Asien i både bergsskogar, buskmarker, olivlundar och fruktträdgårdar. Jämfört med andra mesar är den relativt tystlåten och tillbakadragen. IUCN kategoriserar arten som livskraftig.

## Utseende
Balkanmesen påminner om en talgoxe i storlek (13–14 centimeter) och proportioner, men färgad som en talltita. Jämfört med den senare har den dock en bruntonad gråsvart hätta som går lite längre ner på huvudet och en mycket större svart haklapp. På så sätt blir den vita kinden snarare som en smal kil. Näbben är också relativt kraftig.

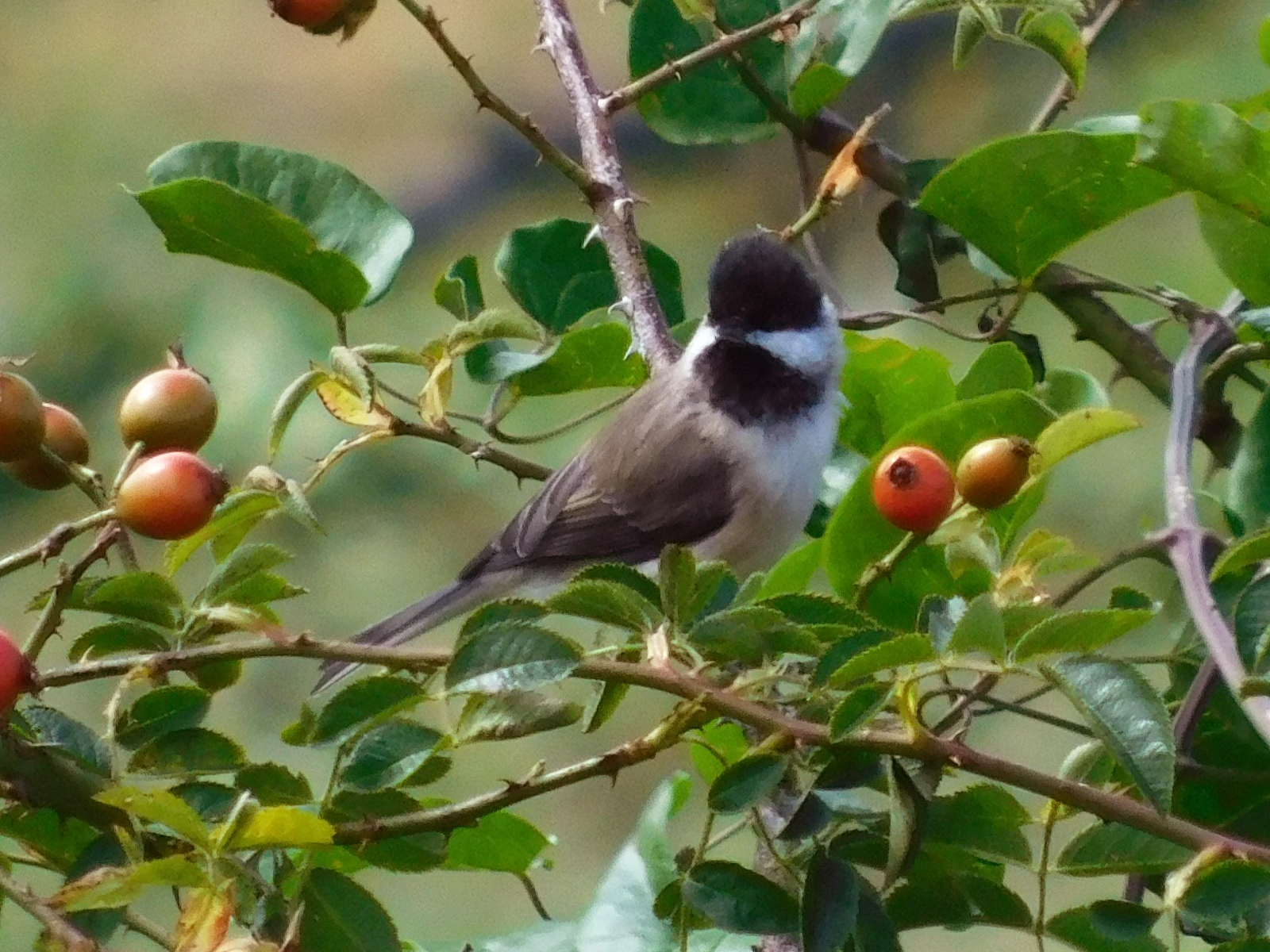
Balkanmes i bergsområdet Jadovnik i sydvästra Serbien.

## Läten
Locklätena är blåmeslika och sparvlikt grälande, ibland med en mer rivig ton, medan den enkla sången liknar entitans fast med en oren röst: "tjriv-tjriv-tjriv".

## Utbredning och systematik
Balkanmesen förekommer som namnet antyder på Balkanhalvön, men även österut via Mindre Asien till Iran. Den är en stannfågel, men det finns tecken på att den förflyttar sig till lägre belägna områden i delar av utbredningsområdet.
Fågeln delas vanligen upp i fem underarter med följande utbredning:
- Poecile lugubris lugubris – från Balkanhalvön till norra Grekland
- Poecile lugubris lugens – centrala och södra Grekland
- Poecile lugubris anatoliae – från Mindre Asien och söderut till norra Israel
- Poecile lugubris dubius – Zagrosbergen i västra Iran
- Poecile lugubris kirmanensis –  Kermanregionen i sydöstra Iran

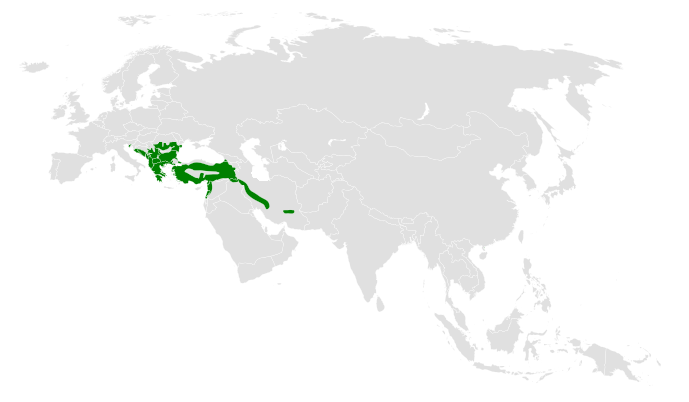
Balkanmesens världsutbredning.

I verket Handbook of Western Palearctic Birds (Shirihai & Svensson 2018) urskiljs endast fyra underarter, där lugens inkluderas i lugubris- Sedan 2022 följer svenska BirdLife Sverige dessa rekommendationer.
Tillfälligt har balkanmesen observerats i Italien, Slovenien och Kuwait.

### Systematik
Balkanmesen beskrevs vetenskapligt av Coenraad Jacob Temminck 1820. Dess vetenskapliga artepitet '’lugubris är latin och betyder "sorgesam".
Tidigare betraktades hyrkanmes (P. hyrcanus) som en underart till balkanmes, men genetiska studier visar att hyrkanmesen snarare står närmare talltita (P. montanus) och entita (P. palustris), varför den numera urskiljs oftast som egen art. Balkanmesens närmaste släkting är den kinesiska vitbrynad mes (Poecile superciliosus).

### Släktestillhörighet
Arten placerade tidigare i det stora messläktet Parus. Data från jämförande studier av DNA och morfologi visade att en uppdelning av släktet bättre beskriver mesfåglarnas släktskap varför de flesta auktoriteter idag behandlar Poecile som ett distinkt släkte.

## Levnadssätt
Balkanmesen trivs i macchia med spridda träd och buskar, bland annat olivlundar, plommonodlingar och andra fruktträd. Den ses också i öppet parkliknande landskap med ek, bok, pil, poppelträd och barrträd, framför allt gran och ceder och i synnerhet i bergig kalkstensterräng. Den är diskret i sitt uppträdande jämfört med andra mesar.

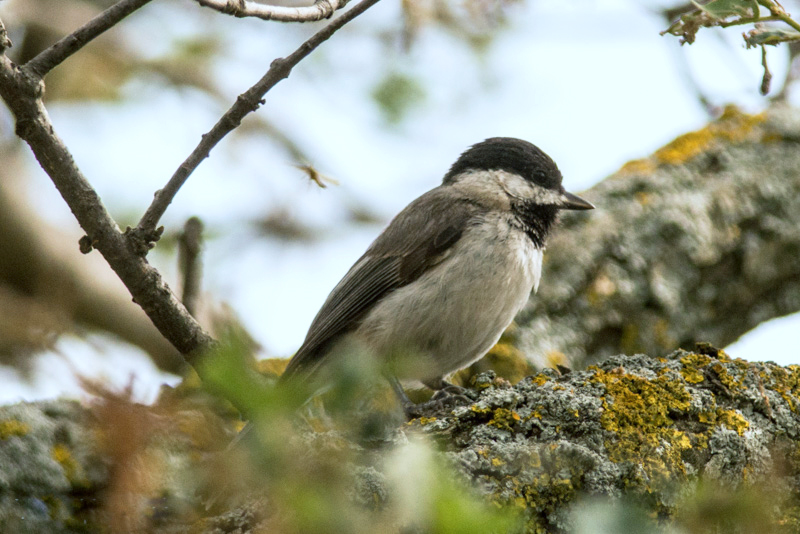

### Häckning

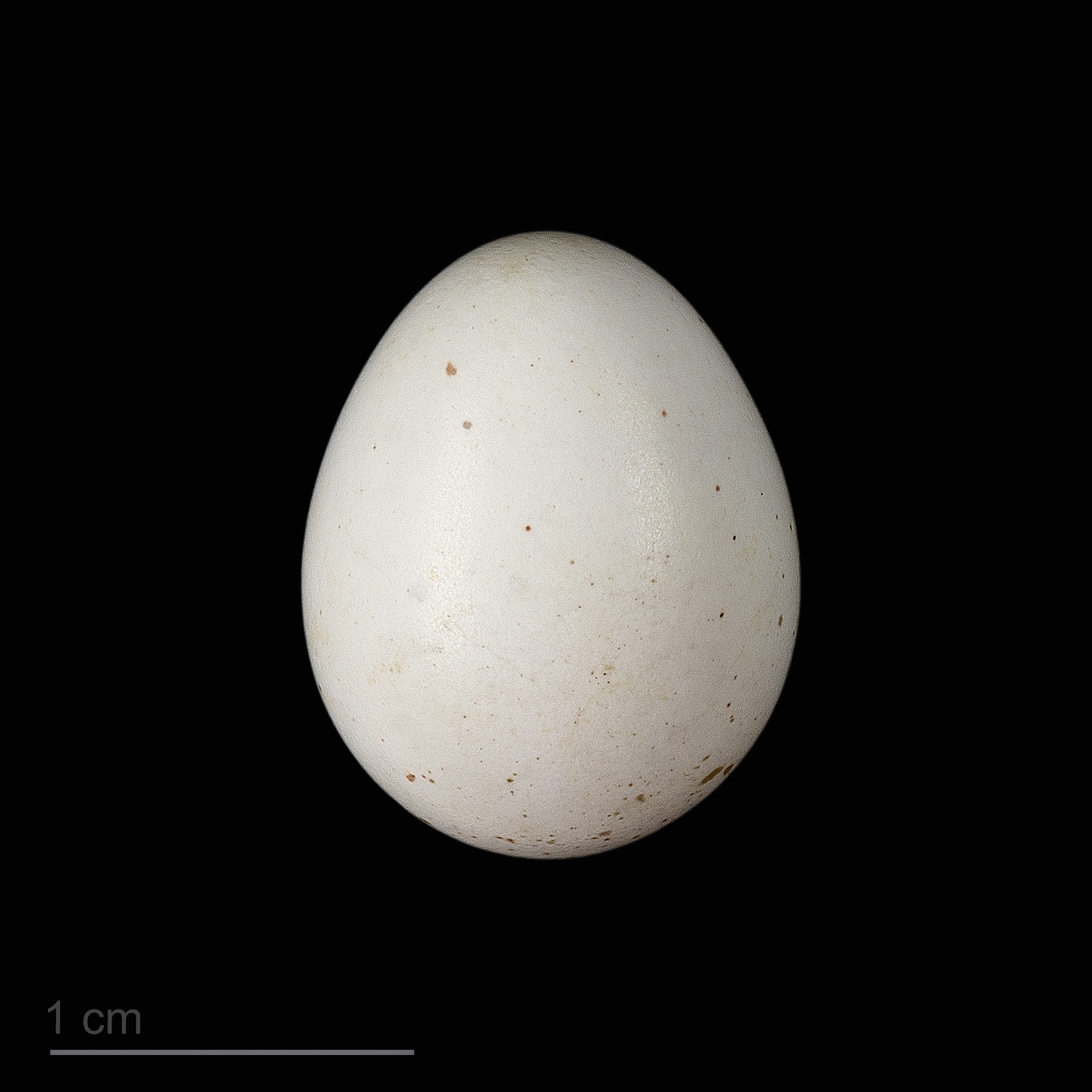
Ägg från balkanmes.

Fågeln är monogam och häckar från mars till tidigt i augusti i hål i ruttnande fruktträd, men också i holk eller i klippskrevor. Boet är en skål gjord av ull, växtmaterial, bark, djurhår och fjädrar. Den lägger normalt fem till sju ägg.

## Status och hot
Balkanmesen beskrivs som ovanlig eller lokalt vanlig. I Grekland och västra Turkiet är den rätt vanlig och vida spridd, liksom i norra Irak, iranska Zagrosbergen och i norra Israel. Den är dock sällsynt på Kreta, i Kaukasus och Libanon. Den lilla populationen i Kroatien, bestående av färre än 1000 individer, tros vara i minskande. I Rumänien har den å andra sidan nyligen vidgat sitt utbredningsområde in i Transsylvanien. IUCN kategoriserar den som livskraftig. I Armenien hotas arten av allt fler skogsbränder och av pesticider i jordbruket. Världspopulationen uppskattas till mellan 1 130 000 och 3 340 000 adulta individer.